# Wielki Mur (stacja antarktyczna)
Wielki Mur (chiń. 长城, pinyin: Chángchéng) – całoroczna stacja polarna należąca do Chin, położona na Wyspie Króla Jerzego w Antarktyce. Została nazwana na cześć Wielkiego Muru Chińskiego.

## Położenie i warunki
Stacja znajduje się na największej wyspie archipelagu Szetlandów Południowych ciągnącego się równolegle do wybrzeża Półwyspu Antarktycznego. Leży na wolnym od lodu półwyspie Fildes, ok. 10 m n.p.m.

## Działalność
Stacja Wielki Mur została otwarta 20 lutego 1985 r. jako pierwsza chińska placówka w Antarktyce. Posiada obecnie 15 budynków o łącznej powierzchni 5000 m², w tym kwatery mieszkalne, laboratoria i garaże. Prace prowadzone rutynowo w stacji obejmują badania z dziedziny meteorologii, geomagnetyzmu, sejsmologii, badania jonosfery i górnej atmosfery, a także obserwacje pływów. W okresie letnim zakres badań jest poszerzany o prace terenowe obejmujące m.in. geologię, glacjologię, biologię i badania środowiska.